# 朱音ゆい
朱音 ゆい（あかね ゆい、1989年8月8日 - ）は、日本の元AV女優。

## 略歴・人物
2011年、プレステージ専属でデビュー。当時の所属は(有)ミューズコミュニケーション。
2012年に行われたAV30のAV女優人気投票では、70位にランクインした。
2012年、引退。

## 主な出演作品
2011年
- 敏感美少女、発育中（9月1日、マジック）
- イキ過ぎた着エロ（9月13日、マジック）
- 人妻不倫温泉 11（9月13日、プレステージ）
- Akane（9月22日、プレステージ）
- WATER POLE 09（11月1日、プレステージ）
- ゆいの一日花嫁修業（11月10日、プレステージ）
- おかげさまで10周年!! プレステージ専属女優、9にん!!まるごと!!お貸しします。（12月1日、プレステージ）

2012年
- 出張、全裸家政婦。（1月1日、プレステージ）
- 一泊二日、美少女完全予約制。 〜朱音ゆいの場合〜（1月20日、プレステージ）
- 絶対的美少女、お貸しします。 ACT.14（2月1日、プレステージ）
- ポルノスター（2月21日、プレステージ）
- 僕を誘惑する隣の綺麗なお姉さん（3月1日、プレステージ）
- 朱音ゆい、満足度満点ソープ（3月22日、プレステージ）
- ENJOY HI-SCHOOL 05（4月3日、プレステージ）
- 本日、不倫休暇中。（4月20日、プレステージ）
- アダルトショップの一日店長させちゃいます。（5月2日、プレステージ）
- プレステージ専属女優、全国各地に出没します。（5月2日、プレステージ）
- 堕ちていく人妻（5月22日、プレステージ）
- 働くオンナ獲り vol.16（6月1日、プレステージ）
- 朱音ゆいがご奉仕しちゃう♪最新やみつきエステ（6月22日、プレステージ）
- 人妻ミッドナイトクルーズ（7月3日、プレステージ）
- アミタイツ奴隷（7月20日、プレステージ）
- 海でしようよ（8月10日、プレステージ）
- 朱音 ゆい PRESTIGE PREMIUM BEST（9月11日、プレステージ）
- イキ過ぎた着エロBEST8時間（12月11日、プレステージ）

2013年
- 朱音 ゆい PRESTIGE PREMIUM BEST 2（3月12日、プレステージ）